# Czarnków
Czarnków (udtale: [ˈt͡ʂarŋkuf])  er en by i den nordlige del af  voivodskabet Storpolen i  den nordlige del af Polen. Byen   har 10.097(2023) indbyggere og et areal på 9,7 km², og en af de to  administrationsbyer i   powiatet Czarnków-Trzcianka.
Byen ligger ved floden Noteć; Fordi der er mange bakker omkring byen, kaldes området Szwajcaria Czarnkowska ("Czarnkóws Schweiz").

## Historie
Området blev inkluderet i den nye polske stat i det 10. århundrede af dens første historiske hersker Mieszko 1. af Polen. En tidlig polsk borg og bosættelse blev grundlagt i det 10. århundrede. I begyndelsen af det 12. århundrede var det en højborg for hedenske pomeranere, styret af den lokale pommerske hersker Gniewomir. Det blev generobret af den polske hertug Bolesław 3. Wrymouth i 1108, og kort efter,  i begyndelsen af det 12. århundrede,  kom den skriftlige dokumentation af byen i Gesta principum Polonorum af Gallus Anonymus, den ældste polske krønike. Czarnków udviklede hvor  handelsruter, der forbinder Poznań med Pommern og Wieleń med Nakło nad Notecią, krydsede hinanden. Under fragmenteringen af det Piast-regerede Polen,  udgjorde det en del af Hertugdømmet Storpolen, og bagefter blev det gjort til en privat by, administrativt beliggende i  i Poznań voivodskab i provinsen Storpolen, i  af Kongeriget Polens krone.  Fra 1244 til 1407 var Czarnków sæde for en kastellan. 
Byen blev annekteret af Kongeriget Preussen ved Polens første deling i 1772. Efter den vellykkede Storpolske opstand i 1806 blev den genvundet af polakker og inkluderet i det kortvarige Hertugdømmet Warszawa, i 1815 blev det genannekteret af Preussen. Fra 1871 til 1919 udgjorde den også en del af det Tyske Rige. Polen genvandt uafhængighed efter Første Verdenskrig i 1918, og under Storpolske opstand (1918-19) blev byen generobret af polske oprørere. 21 polske oprørere døde i kamp i Czarnków. Bagefter blev den delt af den ny tysk-polsk grænse. Den vestlige del af byen forblev inden for Weimar Tyskland og blev omdøbt til Deutsch Czarnikau i 1920 og Scharnikau i 1937, mens polske Czarnków blev et powiatsæde i Poznań Byen blev annekteret af Kongeriget Preussen i Polens første deling i 1772. Efter den vellykkede Storpolske opstand i 1806 blev den genvundet af polakker og inkluderet i det kortvarige Hertugdømmet Warszawa, i 1815 blev det genannekteret af Preussen og var centrum for Kreis Czarnikau; fra 1871 til 1919 udgjorde den også en del af det Tyske Rige. Polen genvandt uafhængighed efter Første Verdenskrig i 1918, og under Storpolske opstand (1918-19) blev byen generobret af polske oprørere. 21 polske oprørere døde i kamp i Czarnków. Bagefter blev den delt af ny tysk-polsk grænse. Den vestlige del af byen forblev inden for Weimarrepublikken og blev omdøbt til Deutsch Czarnikau i 1920 og Scharnikau i 1937, mens polske Czarnków blev et amtssæde i Poznań Voivodeship.